# Syzeuxis tessellifimbria
Syzeuxis tessellifimbria är en fjärilsart som beskrevs av Louis Beethoven Prout 1926. Syzeuxis tessellifimbria ingår i släktet Syzeuxis och familjen mätare. Inga underarter finns listade i Catalogue of Life.